# Drosera colombiana
Drosera colombiana är en sileshårsväxtart som beskrevs av Fernandez-perez. Drosera colombiana ingår i släktet sileshår, och familjen sileshårsväxter.
Artens utbredningsområde är Colombia. Inga underarter finns listade i Catalogue of Life.